# Léo Belthoise
Léo Belthoise est un violoniste français né à Montmorency en 1991. 
Il se consacre essentiellement à la création contemporaine ainsi qu'à la musique de chambre,.